# Edith Gabry
Edith Kertész-Gabry, eigentlich Edith Gáncz (* 18. Juli 1927 in Budapest; † 10. Februar 2012 in Köln) war eine ungarische Opernsängerin (Sopran) und Hochschullehrerin. Bekannt wurde sie als erste Marie in Bernd Alois Zimmermanns Oper Die Soldaten.

## Leben
Edith Gabry, die an der Musikhochschule Budapest Gesang studiert hatte, debütierte 1951 an der Budapester Nationaloper.  Nach der Niederschlagung des Ungarischen Volksaufstands 1956 übersiedelte sie zusammen mit ihrem Ehemann, dem Dirigenten István Kertész (1929–1973), in die BRD. Anschließend sang sie zunächst am Theater Bremen, bevor sie 1960 an das Kölner Opernhaus verpflichtet wurde. Dort sang sie als dramatischer Koloratursopran am 15. Februar 1965 in der Uraufführung der Oper Die Soldaten von Bernd Alois Zimmermann die Marie. 1974 sang sie diese Partie noch einmal konzertant in der von Zimmermann zusammengestellten „Vokalsinfonie“ aus der Oper.
Edith Gabry gastierte an verschiedenen in- und ausländischen Bühnen. Bei den Salzburger Festspielen trat sie 1967 als Silvia in Mozarts Oper Ascanio in Alba auf. Zu ihrem Repertoire gehörten die Konstanze in Die Entführung aus dem Serail, die Susanna in Le nozze di Figaro, Fiordiligi in Così fan tutte, Pamina in Die Zauberflöte, Zerlina in Don Giovanni, Frau Fluth in Otto Nicolais Oper Die lustigen Weiber von Windsor, die Baronin in Albert Lortzings Oper Der Wildschütz, Marie in der Verkauften Braut, Sophie im Rosenkavalier, aber auch die Eva in den Meistersingern von Nürnberg, Desdemona in Verdis Otello, Alice Ford in Verdis Falstaff, Antonia in Hoffmanns Erzählungen und Zerline in Fra Diavolo. Zu ihrem Repertoire an Opern des 20. Jahrhunderts gehörten neben der Marie in den Soldaten Cardillacs Tochter in Cardillac von Paul Hindemith und die Luise in Der junge Lord von Hans Werner Henze.

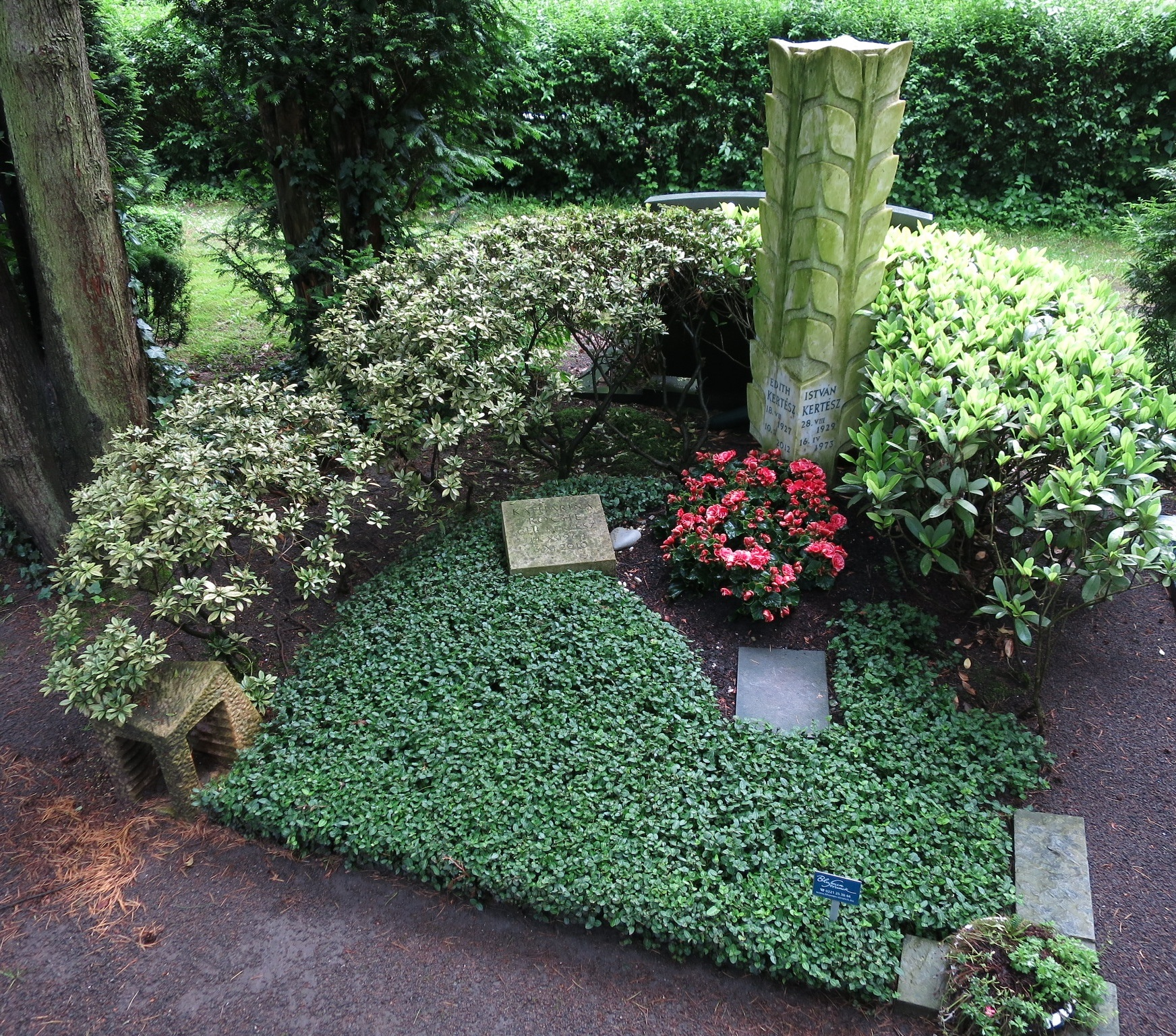
Familiengrab Kertész (Friedhof Melaten)

Seit 1971 war Edith Gabry neben ihrer Gesangstätigkeit Dozentin an der Folkwang-Musikschule in Essen. Zum Wintersemester 1973/74, kurz nach dem Unfalltod ihres Mannes, wurde sie an die Hochschule für Musik und Tanz Köln berufen. Der 2005 von der opernwelt zum Sänger des Jahres gekürte Sänger Gerd Grochowski zählte zu ihren Schülern. Noch 1988 trat sie bei den Schwetzinger Festspielen in der Rolle der Berta in Rossinis Oper Der Barbier von Sevilla auf.
Am 10. Februar 2012 starb sie in einem Kölner Krankenhaus. Beigesetzt wurde sie im Familiengrab auf dem Kölner Friedhof Melaten (Lit. E, zwischen östlichem Hauptweg und Lit. G).

## Diskografie (Auswahl)
- Bernd Alois Zimmermann: Die Soldaten, gekürzte Gesamtaufnahme in der Uraufführungsbesetzung,  Gürzenich-Orchester unter der Leitung von Michael Gielen 1965, Wiederveröffentlichung 2007 in der Edition Bernd Alois Zimmermann, CD Wergo 66982, mono
- Bernd Alois Zimmermann: Vokalsinfonie aus Die Soldaten für sechs Gesangssolisten und Orchester, WDR Sinfonieorchester Köln unter Hiroshi Wakasugi, Harmonia Mundi[2]
- Georg Friedrich Händel: La Resurrezione, Santini-Kammerorchester Münster (Westfalen) unter Rudolf Ewerhart, 1961, Wiederveröffentlichung 2005
- Gioachino Rossini: Il barbiere di Siviglia (Berta), RSO Stuttgart unter Gabriele Ferro, Videokassette (VHS), BMG Ariola 1993